# Česká archivní společnost
Česká archivní společnost (zkráceně ČAS) je dobrovolné sdružení archivářů a dalších pracovníků archivů včetně bývalých zaměstnanců. Spolek dále sdružuje vědecké pracovníky vysokých škol a posluchače v oborech archivnictví a pomocných věd historických jakož i další zájemce z prostředí odborné i laické veřejnosti. ČAS je členem Mezinárodní archivní rady.

## Dějiny
Česká archivní společnost byla založena na ustavující valné hromadě, která se sešla 4. května 1990. O rok později se konala 1. řádná valná hromada ČAS,
od té doby se valná hromada hromada koná každoročně.

## Činnost
Česká archivní společnost vznikla na podporu odborných aktivit a zájmů archivářů. ČAS proto napomáhá upevňovat kontakty a vzájemnou spolupráce archivářů nejen v Česku, ale i s kolegy ze zahraničí.
ČAS spoluorganizuje každé dva roky celostátní archivní konferenci. Pro zájemce rovněž pořádá přednášky či semináře a od roku 1998 každoročně odbornou, zpravidla třídenní archivní exkurzi. Rovněž se podílí na přípravě a propagaci Mezinárodního dne archivů. Od roku 1998 organizuje Studentskou vědeckou soutěž ČAS o Cenu univ. prof. PhDr. Sáši Duškové, DrSc., ve které jsou oceňovány studentské vědecké práce v oboru archivnictví, pomocných věd historických a dějin správy. Od roku 2002 vydává Česká archivní společnost ročenku, ve které shrnuje odborné a společenské aktivity v oblasti českého archivnictví.

## Členství
Řádným členem se může stát jakákoliv fyzická osoba. Kolektivní členství je určeno právnickým osobám se sídlem v České republice (kromě archivů). Čestné členství je určeno pro fyzickou osobu a je schvalováno valnou hromadou. Jako čestní členové byli přijati např. kardinál Miloslav Vlk, Karel Čáslavský, prof. Zdeňka Hledíková aj.

## Struktura
Nejvyšším orgánem České archivní společnosti je valná hromada, která se koná každoročně. V době mezi valnými hromadami řídí činnost společnosti 13členný výbor volený na tři roky. Ke kontrole účetnictví společnosti je pro stejné období volena revizní komise.
Při České archivní společnosti jsou ustaveny rovněž dvě regionální pobočky a pět studentských sekcí. Ještědská pobočka vznikla v roce 2006, Brněnská pobočka se ustavila roku 2016. Studentské sekce působí na univerzitách v Brně, Českých Budějovicích, Hradci Králové, Olomouci a Praze.

## Předsedové
- 1989–1990: Jaromír Charous (přípravný výbor)
- 1990–1996 Ivan Martinovský
- 1996–2002 Vladimíra Hradecká
- 2002–2008 Daniel Doležal
- 2008–2014 Marie Ryantová
- 2014–2021 David Valůšek
- od 2021 Karel Halla